# (200194) 1999 RP144
(200194) 1999 RP144 es un asteroide perteneciente al cinturón de asteroides, descubierto el 9 de septiembre de 1999 por el equipo del Lincoln Near-Earth Asteroid Research desde el Laboratorio Lincoln, Socorro, Nuevo México.

## Designación y nombre
Designado provisionalmente como 1999 RP144.

## Características orbitales
1999 RP144 está situado a una distancia media del Sol de 2,589 ua, pudiendo alejarse hasta 3,065 ua y acercarse hasta 2,114 ua. Su excentricidad es 0,183 y la inclinación orbital 6,195 grados. Emplea 1522,21 días en completar una órbita alrededor del Sol.

## Características físicas
La magnitud absoluta de 1999 RP144 es 15,8. Tiene 3,561 km de diámetro y su albedo se estima en 0,073.